# Henri Malo
Henri Malo est un écrivain français né le 4 mars 1868 à Boulogne-sur-Mer, mort le 17 mars 1948 à Chantilly.
Ancien auditeur libre de l'École des Chartes, il fut bibliothécaire à la bibliothèque Thiers (Paris), puis conservateur adjoint au musée Condé, Chantilly à partir de 1931 et jusqu'à sa mort.
Une rue de Boulogne-sur-Mer porte son nom.

## Prix de l'Académie française
- 1919 - Prix Montyon
- 1925 - Prix Marcelin Guérin
- 1930 - Prix Broquette-Gonin (littérature)
- 1941 et 1948 - Prix Louis Barthou

## Distinctions
- Officier de la Légion d'honneur (12 juillet 1934)[4]
- Officier de l'Instruction publique
- Officier de l'Ordre royal du Cambodge
- Officier de l'Ordre du Nichan el Anouar

## Œuvres
- Les Corsaires : mémoires et documents inédits, 1908, disponible en texte intégral sur LillOnum
- Les Corsaires. Les corsaires dunkerquois et Jean Bart, Paris, Le Mercure de France, 1912[5]. Tomes 1 et 2 disponibles en texte intégral sur LillOnum.
- Épisodes de navigation aux Antilles, Paris, E. Champion & E. Larose, 1914. (lire en ligne)
- Dunkerque Ville Héroïque, Dans le passé - Dans le présent, Paris, Perrin et Cie, 1918
- En Belgique la zone de l'avant, tableaux, portraits et paysages 1915-1916, Paris, Perrin et Cie, 1918, disponible en texte intégral sur LillOnum
- Nos trois ports du Nord. Dunkerque, Calais, Boulogne, Paris, Dunod, 1920.
- La vie de Monsieur Du Guay-Trouin, Paris, Brossard, 1922. disponible en texte intégral sur LillOnum
- Le Tendre amour de Don Luis, Paris, Éditions Bernard Grasset, 1924.
- La grande guerre des corsaires Paris, Émile Paul frères, 1925.
- Le beau Montrond, Paris, Éditions Émile-Paul Frères, 1926.
- La vie ardente de Maurice de Saxe,  Librairie Hachette, 1928.
- Jean Bart, Paris, Éditions La Renaissance du livre, 1929, collection, La Grande légende de la mer.
- Le château de Chantilly, Paris, Calmann-Lévy , 1938
- La Police intervient, 1790-1850, Saint Wandrille, Éditions de Fontenelle, 1946.
- Le Bourdon de Notre-Dame, Toulouse, Éditions Privat, s. d.
- En Belgique la zone de l'avant, portraits et paysages
- A l'enseigne de la petite vache  souvenirs d'explorateurs, Éditions de la Nouvelle France, 1945.
- Le Grand Condé, Albin Michel, 1937.
- Thiers, 1797-1877, Payot, 1932, 598 p.